# Ligne D du métro de Lyon
Pour les articles homonymes, voir Ligne D.

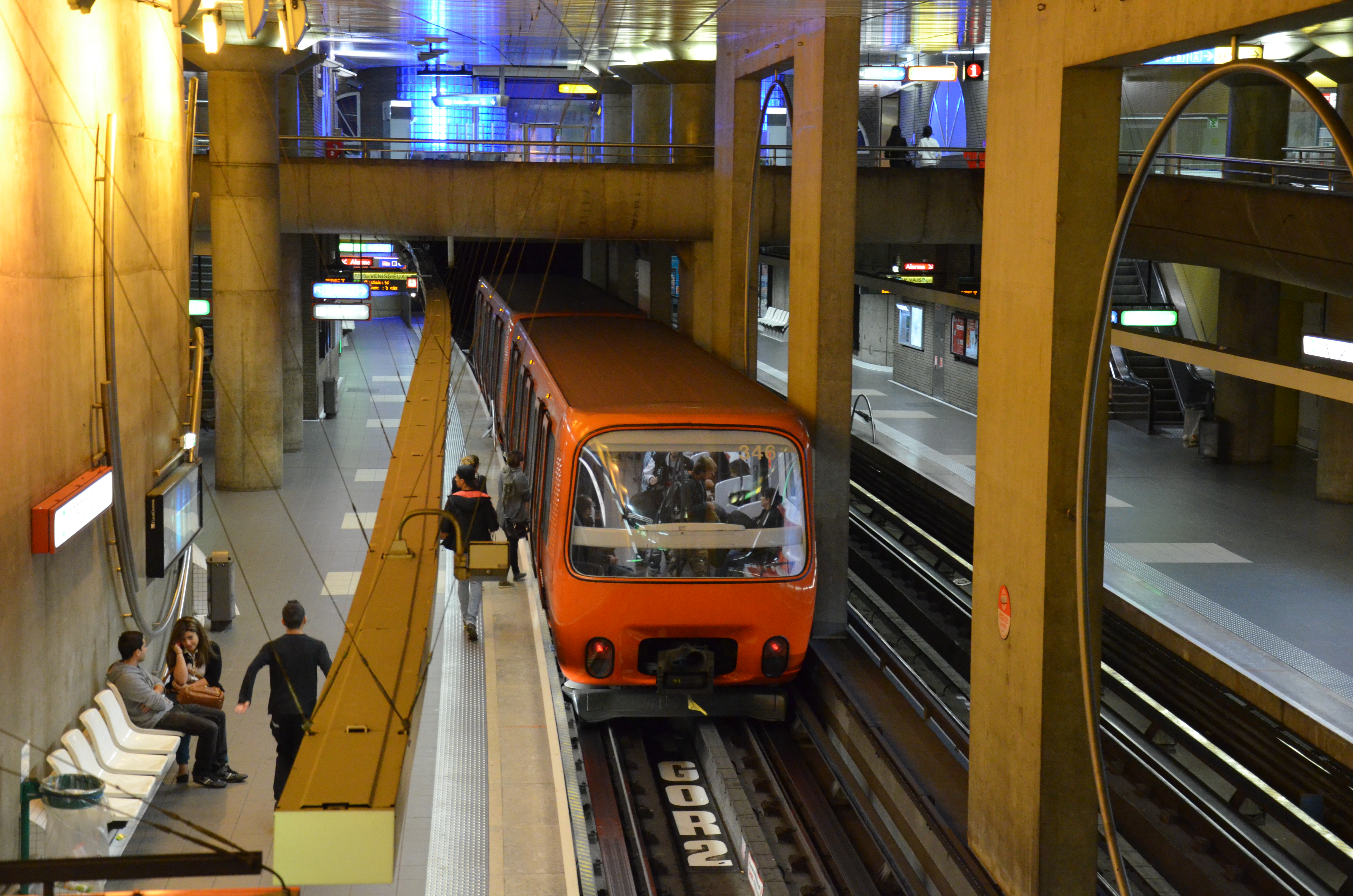
Rame MPL 85 à la station Gorge de Loup.

La ligne D du métro de Lyon est une ligne du réseau métropolitain de Lyon. Cette quatrième ligne, sur pneumatiques, dont le premier tronçon a été ouvert en 1991, relie aujourd'hui la station Gare de Vaise, dans le nord-ouest de Lyon, à la station Gare de Vénissieux.
Avec une longueur de 12,6 km, elle constitue une voie de communication « est-ouest » importante pour l'agglomération lyonnaise, transitant par le quartier historique du Vieux Lyon, le centre (place Bellecour) et le quartier des hôpitaux (Grange Blanche) : c'est la ligne de métro la plus fréquentée du réseau avec 76,2 millions de voyageurs en 2016 et jusqu'à 296 595 personnes par jour (en 2010).
MAGGALY (Métro Automatique à Grand Gabarit de l'Agglomération LYonnaise) est un nom de code désignant le système automatique de la ligne, lors de sa construction.

## Histoire

### Chronologie
- 4 septembre 1991 : mise en service en conduite manuelle de la ligne entre Gorge de Loup et Grange Blanche[2] ;
- 31 août 1992 : mise en service du pilotage automatique intégral sur cette première section ;
- 11 décembre 1992 :  prolongement de Grange Blanche à Gare de Vénissieux[2] ;
- 28 avril 1997 :  prolongement de Gorge de Loup à Gare de Vaise[2] ;

### Les origines de la ligne
Alors que la première phase du métro lyonnais est en construction, les élus décident de doter l'agglomération d'un véritable réseau de quatre lignes. C'est ainsi que le 22 mars 1976 le syndicat des TCRL vote le principe d'une ligne D reliant Saint-Jean à Parilly via Grange Blanche, sans que le mode et le tracé soient encore réellement définis. Par anticipation, des réserves avaient cependant été prévues place Bellecour au moment de la réalisation de la ligne A. En 1977, la SEMALY soumet trois scénarios : tramway, métro léger semi-enterré ou bien métro lourd. Bien que plus onéreuse, c'est cette dernière option qui est cependant retenue. Les caractéristiques seront les mêmes que pour les lignes A et B : roulement sur pneumatiques et gabarit large de 2,90 m.
Alors prévu pour 1988, le projet est amendé sous la pression des élus. Il est ainsi décidé que la traversée du Rhône se fera en souterrain, contrairement à la ligne A qui passe dans le tablier du Pont Morand, tandis que l'option d'un passage aérien est écartée entre Mermoz-Pinel et Parilly. De plus, à la demande des commerçants, une station est ajoutée afin de desservir le quartier de la Guillotière. En 1982, à la suite de l'organisation d'un concours international, la SEMALY retient la méthode du tunnelier à pression de boue, jugée intéressante bien qu'encore inédite en France. La même année, l'État accepte de subventionner le prolongement de la ligne à la gare de Vénissieux, permettant d'y créer une correspondance avec le réseau SNCF.

### Les travaux
La moitié des travaux ont été réalisés avec un tunnelier baptisé Pascal et certaines parties en tranchées ouvertes pour des raisons économiques.

## Tracé et stations

Tracé géographique de la ligne D

Cette ligne, qui est entièrement souterraine et même localement la plus profonde, a été construite selon trois techniques :
- en tunnel bi-tube (un tube par voie) foré entre la gare de Vaise et Gorge de Loup, et entre Vieux-Lyon et Guillotière - Gabriel Péri (avec un passage sous le Rhône et la Saône),
- en tunnel mono-tube (un tube pour deux voies) foré entre Gorge de Loup et Vieux-Lyon,
- en tranchée couverte de Guillotière - Gabriel Péri à la Gare de Vénissieux.

Elle naît à la gare de Vaise, dans un pôle d'échanges intermodal construit à la place de l'ancienne gare qui dessert le nord-ouest de l'agglomération (notamment les quartiers lyonnais de la Duchère et Saint Rambert, ainsi que les communes des Monts d'Or).
Le tracé s'oriente alors globalement au sud, sous des immeubles proches de la voie ferrée puis la rue de Bourgogne. À partir de la place Valmy, le tracé s'oriente plein sud sous la rue du sergent Michel Berthet.
La station Gorge de Loup, construite en limite sud de la zone densément construite de Vaise, dessert un deuxième pôle d'échanges important desservant tout l'ouest de l'agglomération.
Après une courbe assez marquée, le tracé s'infléchit au sud-est, direction que la ligne va garder pendant la plus grande partie de la traversée de Lyon. Le tunnel s'enfonce assez profondément sous la colline de Fourvière, en une grande ligne droite sans station de 1 700 mètres environ. L'implantation à grande profondeur de la station Vieux Lyon permet ensuite la traversée sous-fluviale de la Saône par un tunnel bi-tube, qui enserre le quai central de la station Bellecour, située à l'est de la place, perpendiculairement à la station de la ligne A, sous laquelle elle se situe. Le tunnel continue en traversée sous-fluviale du Rhône avant de remonter sous le cours Gambetta.
La ligne suit ensuite une longue ligne droite, en tranchée couverte à faible profondeur sous les cours Gambetta puis Albert Thomas, à l'exception de quelques cas particuliers : elle passe au-dessus de la ligne B, mais en dessous de la section enterrée de la rue Garibaldi et d'un collecteur d'eaux usées, puis de la tranchée de la Guillotière de la voie ferrée.
Au bout de cette ligne droite, se trouve la station Grange Blanche, établie à quai central, qui dessert le quartier des hôpitaux et établissements d'enseignement liés à la santé.
La ligne suit le début de l'avenue Rockefeller, mais s'incurve plus au sud sous un terrain dont les constructions ont été démolies pour le métro et réutilisées depuis pour la station Ambroise Paré des lignes T2 et T5 du tramway. Suivant la même orientation, la ligne passe sous la rue Guillaume Paradin, avant de tourner vers le sud sous le boulevard Pinel.
Elle dessert la station Mermoz - Pinel située sous le carrefour routier qui marque le début de l'autoroute A43, puis Parilly, située à proximité du périphérique et qui constitue le troisième grand pôle d'échanges de périphérie, desservant le sud-est et notamment Saint-Priest.
Toujours orientée plein sud, la ligne rejoint son terminus à la Gare de Vénissieux, quatrième pôle d'échanges et troisième gare. Elle se situe au 2e sous-sol et accueille la ligne de tramway T4.

### Liste des stations
Les stations de métro de la ligne sont présentées d'ouest en est :
|  |   |  | Stations                           | Lat./Long.                  | Communes desservies | Correspondances                                               |
|  | - |  | ---------------------------------- | --------------------------- | ------------------- | ------------------------------------------------------------- |
|  | ■ |  | Gare de Vaise - Gérard Collomb     | 45° 46′ 49″ N, 4° 48′ 16″ E | Lyon 9e             | , TER Auvergne-Rhône-Alpes, 89D 204 215, N20 N82              |
|  | • |  | Valmy                              | 45° 46′ 29″ N, 4° 48′ 20″ E | Lyon 9e             | ,                                                             |
|  | • |  | Gorge de Loup                      | 45° 45′ 59″ N, 4° 48′ 19″ E | Lyon 9e             | Ligne C22E Ligne C202 , 203 216 247, TER Auvergne-Rhône-Alpes |
|  | • |  | Vieux Lyon - Cathédrale Saint-Jean | 45° 45′ 36″ N, 4° 49′ 35″ E | Lyon 5e             | ,                                                             |
|  | • |  | Bellecour                          | 45° 45′ 27″ N, 4° 49′ 59″ E | Lyon 2e             | ,                                                             |
|  | • |  | Guillotière - Gabriel Péri         | 45° 45′ 19″ N, 4° 50′ 34″ E | Lyon 3e et Lyon 7e  | ,                                                             |
|  | • |  | Saxe - Gambetta                    | 45° 45′ 14″ N, 4° 50′ 49″ E | Lyon 3e et Lyon 7e  | ,                                                             |
|  | • |  | Garibaldi                          | 45° 45′ 06″ N, 4° 51′ 13″ E | Lyon 3e et Lyon 7e  | Bus en mode C · Ligne C7 · Ligne C25                          |
|  | • |  | Sans Souci                         | 45° 44′ 51″ N, 4° 51′ 55″ E | Lyon 3e et Lyon 8e  | (à la station Manufacture Montluc),                           |
|  | • |  | Monplaisir - Lumière               | 45° 44′ 43″ N, 4° 52′ 18″ E | Lyon 3e et Lyon 8e  | Bus en mode C · Ligne C16                                     |
|  | • |  | Grange Blanche                     | 45° 44′ 35″ N, 4° 52′ 44″ E | Lyon 3e et Lyon 8e  | , Ligne C201, Cars Région X05 X06 X07                         |
|  | • |  | Laënnec                            | 45° 44′ 19″ N, 4° 53′ 11″ E | Lyon 8e             | Bus TCL · Ligne 24 · Ligne 34                                 |
|  | • |  | Mermoz-Pinel                       | 45° 43′ 50″ N, 4° 53′ 14″ E | Lyon 8e et Bron     | , Ligne C201, Cars Région X05 X06 X07,                        |
|  | • |  | Parilly                            | 45° 43′ 10″ N, 4° 53′ 15″ E | Vénissieux          | , 211 212 213, Cars Région T36,                               |
|  | ■ |  | Gare de Vénissieux                 | 45° 42′ 19″ N, 4° 53′ 17″ E | Vénissieux          | , 211 212 213 N81 , TER Auvergne-Rhône-Alpes                  |

### Stations particulières ou à thème

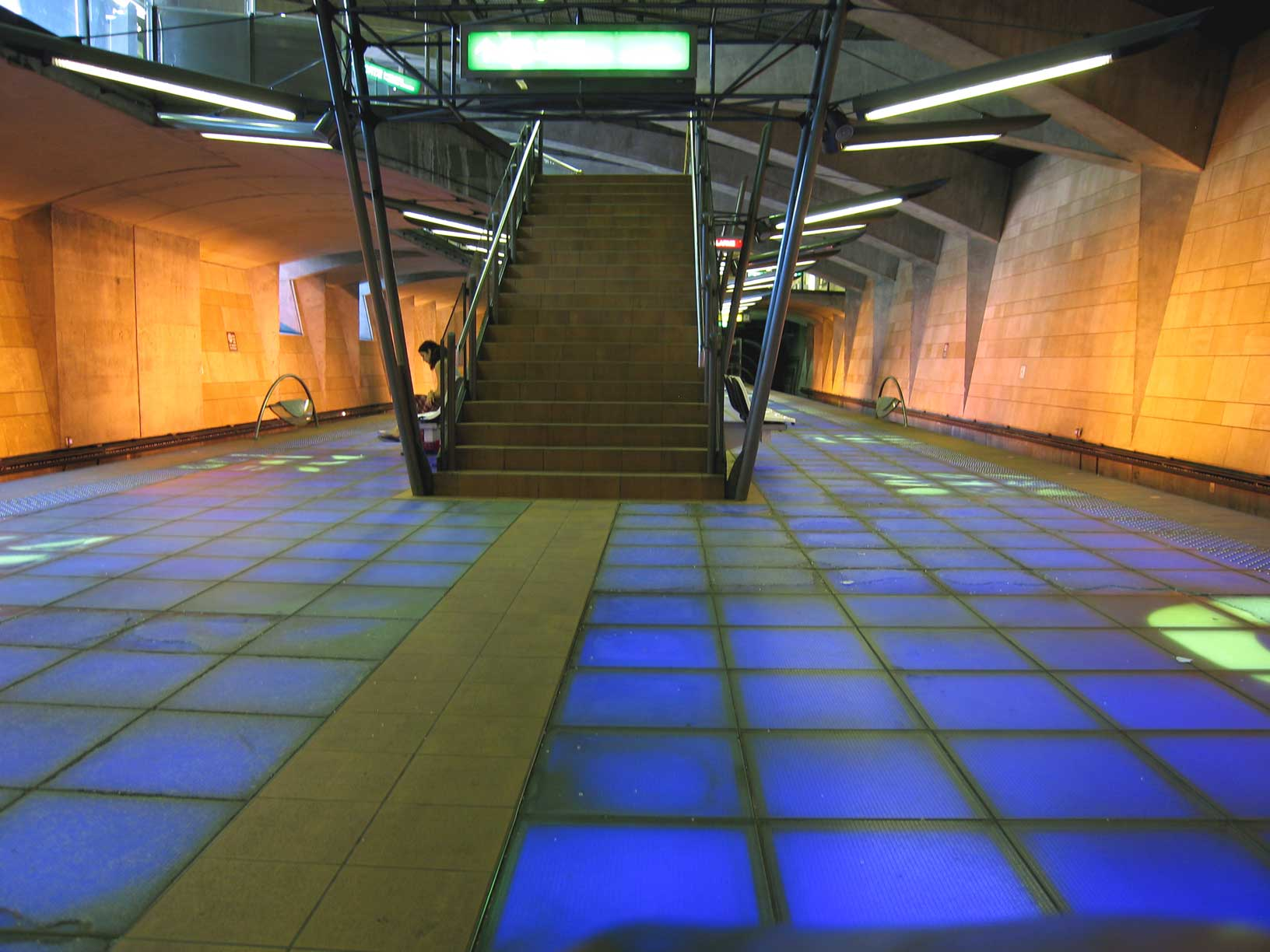
Le quai de la station Valmy.

- Monplaisir - Lumière a pour thème le cinéma, des photographies des frères Lumière ornant les piliers, et une sculpture en leur honneur décorant une des entrées.
- Parilly est construite dans une architecture proche de celle de cathédrales, avec des colonnes et des arches.
- Vieux Lyon est décorée de pierres de couleur beige et est la plus profonde de toutes les stations du métro ; elle accueille le plus grand escalator du réseau.
- Valmy est la seule station à avoir un sol éclairé, composé de blocs de verre.

### Raccordement
La ligne D ne comporte qu'un seul raccordement vers le reste du réseau, vers la ligne B. Il est établi sur la voie 1 (direction Vaise) entre les stations Garibaldi et Saxe - Gambetta. Il suit le tracé de l'avenue Félix-Faure.

### Ateliers

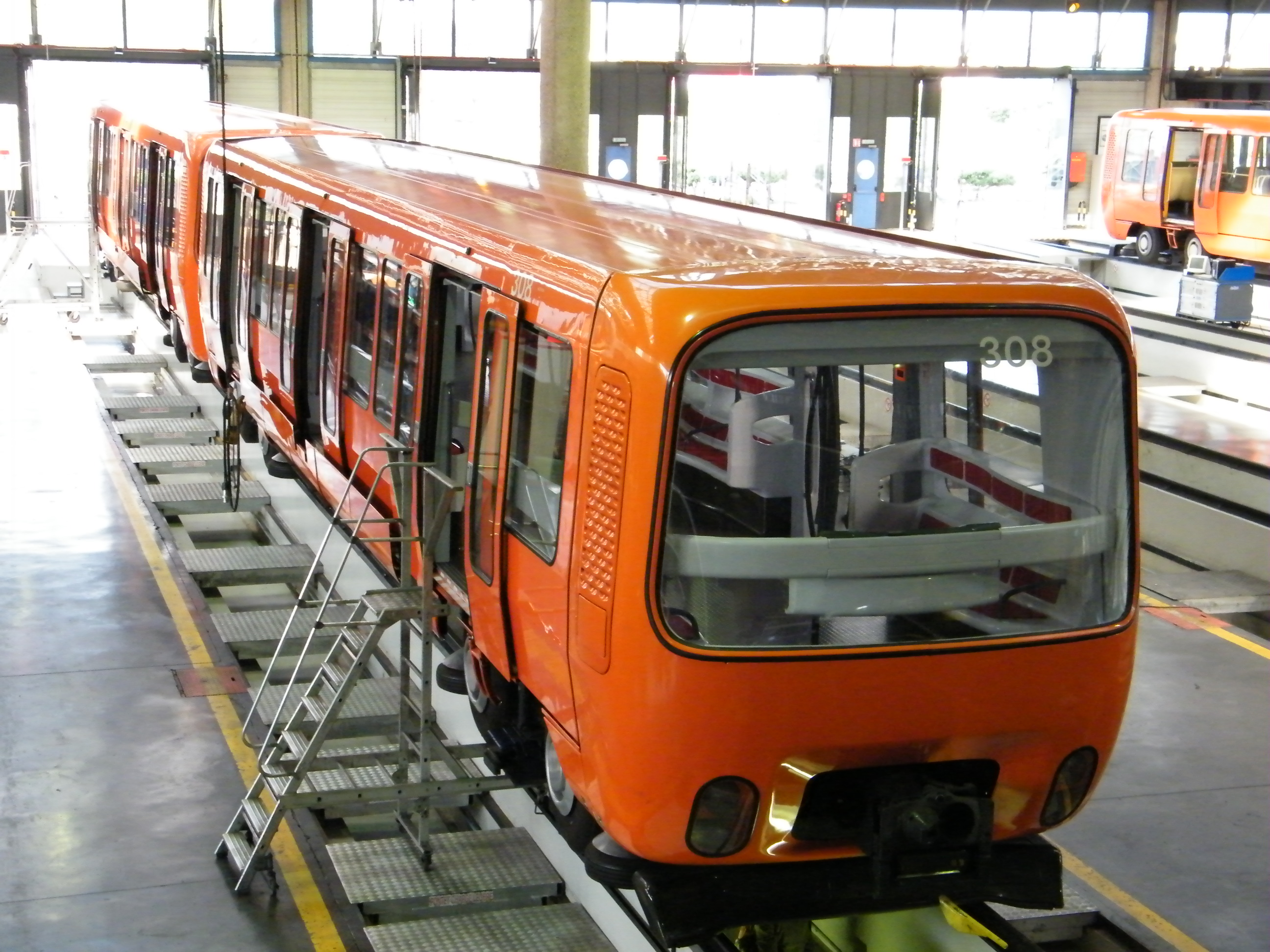
Rame MPL 85 no 4, 307-308, aux ateliers du Thioley

Le matériel roulant de la ligne D est entretenu aux ateliers du Thioley dans le quartier de Parilly, à Vénissieux.

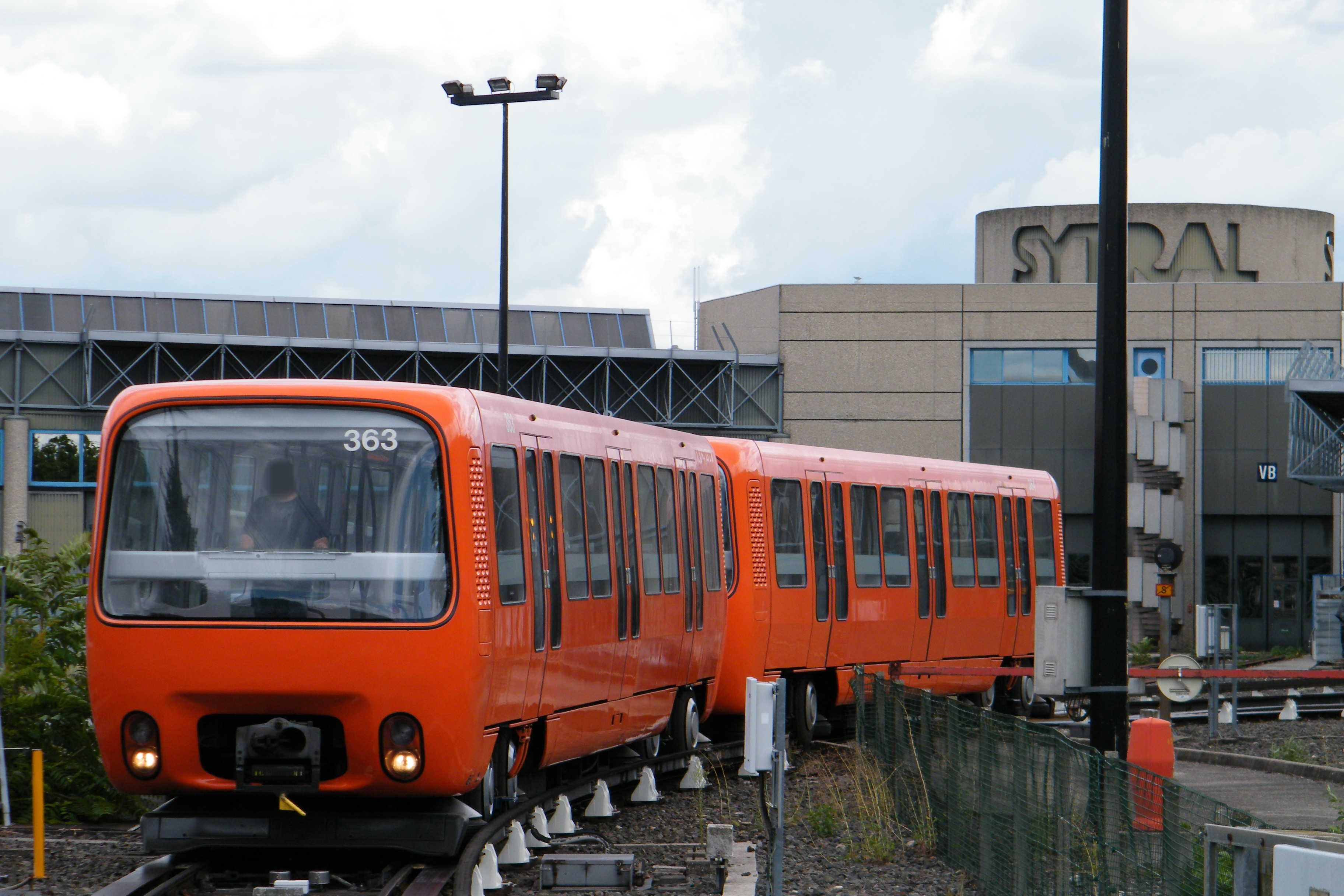
Rame MPL 85 quittant les fosses des ateliers du Thioley, afin d'effectuer des manœuvres sur la piste d'essais.

Un raccordement établi sur la voie 2 (direction Gare de Vénissieux) permet l'entrée et la sortie du site.

## Exploitation
La fréquence en heures de pointe est d'une rame toutes les 90 secondes, de 2 minutes 50 secondes en heures creuses et de 5 minutes 30 en soirée, et la vitesse commerciale est de 31 km/h. Vingt-neuf trains roulent simultanément aux heures de pointe. Le poste de commande centralisé (PCC) est supervisé par 3 régulateurs et se trouve attenant à la station Gare Part-Dieu.

### Matériel roulant

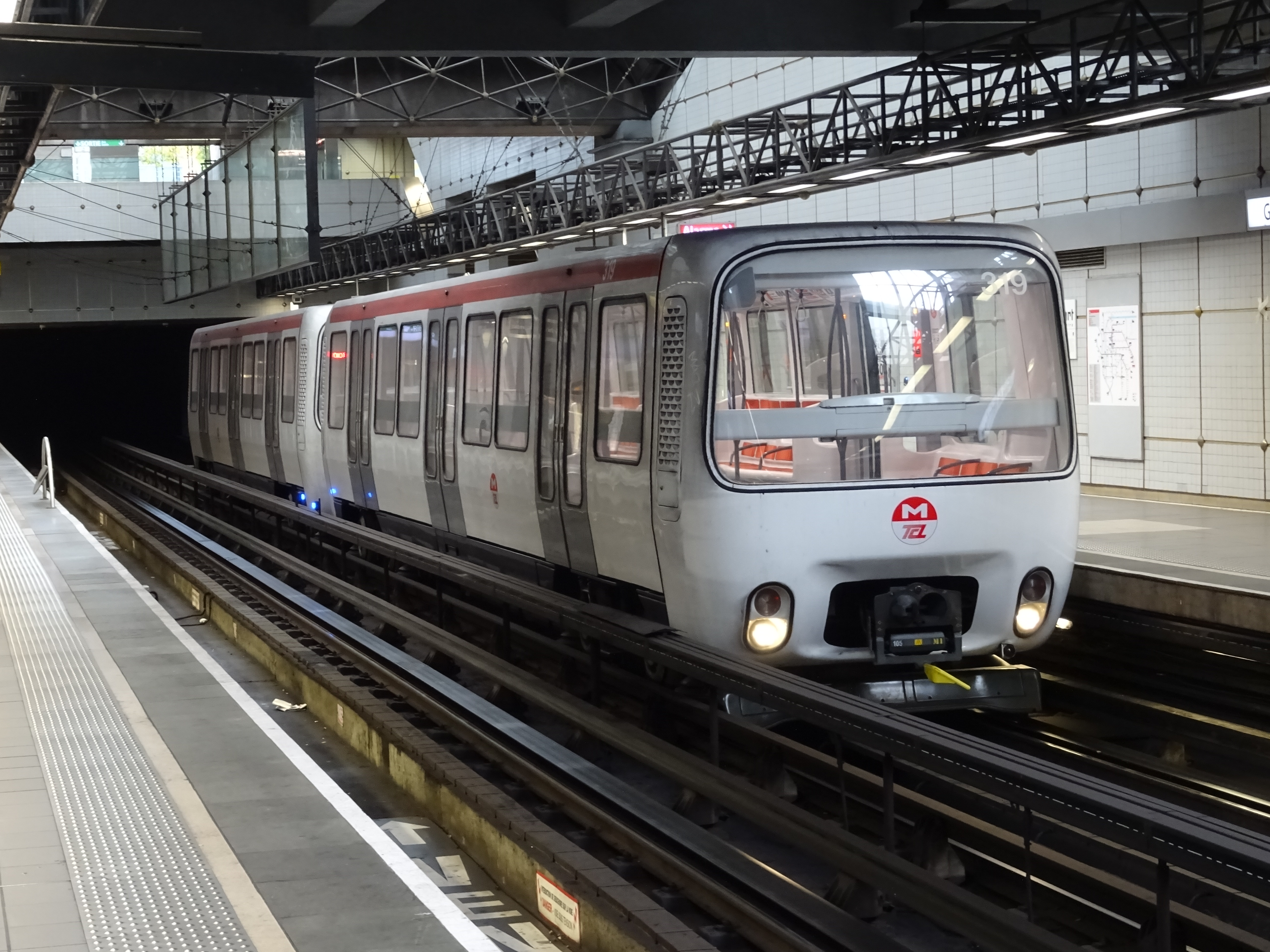
Rame MPL 85 au terminus Gare de Vénissieux.

Les 36 rames affectées à la ligne depuis son ouverture sont composées de 2 voitures (motrice + motrice) non intercirculantes de type MPL 85 (métro pneumatique Lyon 1985).
Ces rames sont aptes à la circulation en unités multiples de deux ensembles, soit quatre caisses. Mais en raison du manque de rames pour l'ensemble de la ligne prolongée et de la complexité de gestion avec le pilotage automatique, cette possibilité n'a jamais été utilisée avant 2016. Les rames quatre caisses (MPL 16) vont être petit à petit implantées sur la ligne pour augmenter la capacité, jusqu'à 30% en plus vers 2025.
En novembre 2012, la capacité de la ligne D a été augmentée de 10 % pour pallier la fermeture du Tunnel de la Croix-Rousse pendant 9 mois.

### Automatisation

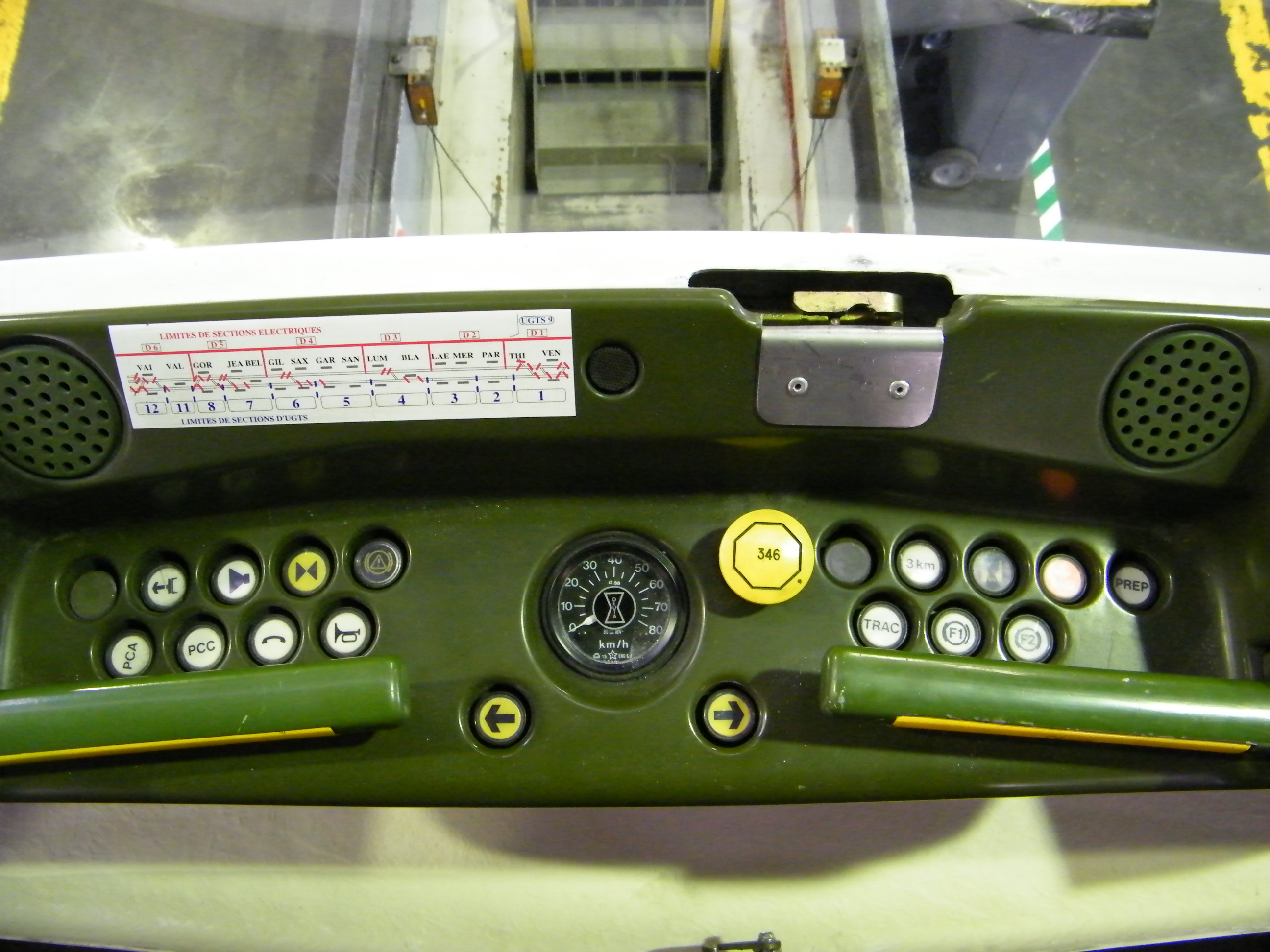
Pupitre de pilotage des rames MPL 85.

MAGGALY est le nom de code du système de pilotage automatique intégral utilisé lors du projet d'automatisation de la ligne, signifiant : Métro Automatique à Grand Gabarit de l'Agglomération Lyonnaise.
La ligne D a été la première ligne de métro automatique sans conducteur du monde dont l'espacement des trains a été assuré par des cantons mobiles déformables (dit aussi système CBTC). Elle n'a été inaugurée le 9 septembre 1991 entre Gorge de Loup et Grange Blanche qu'en conduite manuelle, car l'automatisme n'était pas encore au point. Le service était assuré du lundi au samedi de 5 h à 21 h, puis les bus prenaient le relais de 21 h à 0 h et les dimanches, afin de terminer les travaux et essais des automatismes.
Après une fermeture totale de la ligne l'été 1992, les voyageurs découvrent la ligne en mode automatique le 31 août 1992, le service restant assuré du lundi au samedi de 5 h à 21 h avec relais bus de 21 h à 0 h et les dimanches. Elle fut ensuite ouverte sur sa totalité de Gorge de Loup à Gare de Vénissieux le 11 décembre 1992. Le service était alors assuré de 5 h à 0 h. Les quais ne possèdent pas de portes palières, contrairement à la plupart des métros automatiques. Un tapis de rayons infrarouges espacés de 15 cm est présent au-dessus de chaque voie sous le quai, et une porte interdit l'accès au tunnel. Dès qu'un objet de plus de 15 cm tombe sur la voie, le courant est coupé sur la partie concernée de la ligne. Les portes des rames sont équipées d'un système de « bords sensibles » permettant de détecter un objet coincé, afin de ne pas entraîner un passager resté sur le quai dont un bout de vêtement serait retenu.

### Prolongements envisagés
En 2019, le SYTRAL dévoile les nombreux prolongements du métro envisagés jusqu’en 2050. Parmi ces prolongements, deux concernent la ligne D :
- au nord jusqu’au quartier de l’industrie d’ici à 2050 ;
- au sud jusqu’au Boulevard urbain sud (BUS) d’ici à 2050.

### Propriété, financement et tarification
L'infrastructure et le matériel roulant sont propriété de SYTRAL Mobilités, autorité organisatrice des mobilités des territoires lyonnais, qui en a confié l'exploitation et l'entretien dans le cadre d'une délégation de service public à la société Keolis Lyon, filiale du groupe Keolis. SYTRAL Mobilités définit les conditions générales d'exploitation ainsi que la durée et la fréquence des services.
La tarification de base est identique sur tout le réseau et accessible avec les mêmes abonnements. Un ticket à l'unité permet un trajet simple quelle que soit la distance avec une ou plusieurs correspondances possibles avec les autres lignes de métro, funiculaire, tramway et bus dans la limite d'une heure. Si les deux lignes de funiculaire sont accessibles avec l'ensemble des tickets et abonnements du réseau TCL, un aller-retour sur une de ces deux lignes est aussi possible avec un ticket dédié dont le tarif est légèrement plus avantageux que l'achat de deux tickets à l'unité mais sans permettre de correspondance.

### Trafic

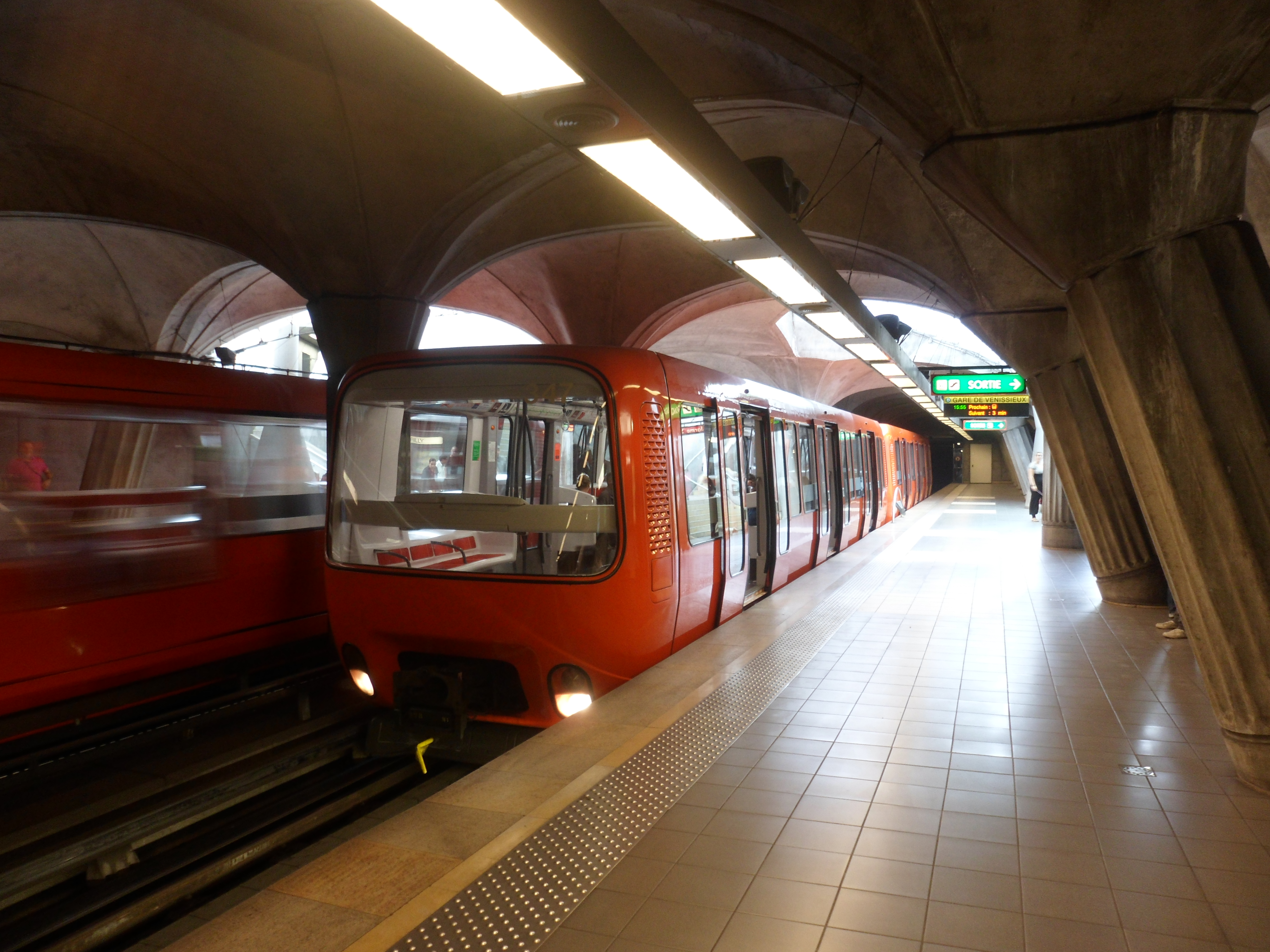
Une rame MPL 85 rénovée à la station Parilly.

C'est la ligne la plus fréquentée du réseau. En octobre 2006, elle transportait 273 000 voyageurs par jour ouvrable moyen. Elle transporte jusqu'à 296 500 voyageurs par jour[Quand ?].

### Accident
Dans la nuit du 15 au 16 mai 2010, peu après minuit, une femme de 19 ans en état d'ébriété saute d'une mezzanine à la station Bellecour ou à la station Guillotière - Gabriel Péri (sources contradictoires) pour descendre sur le quai, mais elle tombe sur le toit d'un métro qui démarre en direction de la station Saxe - Gambetta. C'est dans ce tunnel que la jeune femme heurte une caméra de surveillance. Des voyageurs voyant du sang couler du haut de la rame ont enclenché le signal d'alarme. La jeune femme est blessée mais survit.

## Tourisme
La ligne D dessert des lieux touristiques importants de la ville de Lyon. Parmi les principaux, on peut citer (d'ouest en est) :
- le quartier de Vaise, entrée de la ville, habité dès la préhistoire[13] ;
- le Vieux Lyon, quartier Renaissance inscrit au patrimoine mondial de l'UNESCO ; de là l'accès est rapide à Fourvière, à pied ou plus facilement en funiculaire ;
- la place Bellecour, ancienne place royale où se dresse une statue équestre de Louis XIV, elle se situe au centre de la Presqu'île ;
- le quartier de la Guillotière, ancienne entrée de ville ;
- le quartier de Monplaisir où se trouve l'Institut Lumière, ainsi nommé en hommage aux inventeurs du cinéma.
- Le parc de Parilly (Bron) est un parc célèbre pour son hippodrome.